# 蓋伊擬隆頭魚
蓋伊擬隆頭魚，為輻鰭魚綱鱸形目隆頭魚亞目隆頭魚科的其中一種，分布於東南太平洋Desventuradas群島及Juan Fernandez群島海域，棲息深度可達15公尺，體長可達9.7公分，生活習性不明。

## 擴展閱讀
維基物種上的相關：蓋伊擬隆頭魚